# نیوتون نایت
نیوتن نایت (به انگلیسی: Newton Knight) (زاده ۱۰ نوامبر ۱۸۲۹ - درگذشته ۱۶ فوریه ۱۹۲۲) کشاورز، سرباز و عضو اتحادیه جنوب در میسیسیپی آمریکا بود که به عنوان رهبر گروه اتحادیه جنوب، گروهی از بردگان، فقرا و سربازان فراری ارتش ایالات مؤتلفه آمریکا که در طول جنگ داخلی آمریکا مقاومت کرده بودند، شناخته می‌شد.
افسانه‌های محلی می‌گویند که نایت و مردانش «دولت آزاد جونز» را در شهرستان جونز، میسیسیپی، در اوج جنگ تشکیل می‌دهند. ماهیت و وسعت اپوزیسیون نایت نسبت به حکومت کنفدراسیون در میان مورخان مورد اختلاف است. بعد از جنگ، نایت به حزب جمهوری‌خواه پیوست و در دولت بازسازی می‌سی‌سی‌پی به عنوان معاون مارشال ایالات‌متحده خدمت کرد.
نایت به مدت طولانی یک چهره جنجالی در منطقه بوده و مردم در مورد انگیزه‌ها و اقدامات او اختلاف‌نظر دارند. او و هم پیمانانش یک جامعه نژادی مختلط را در جنوب شرقی می‌سی‌سی‌پی توسعه دادند. ازدواج بین نژادی غیرقانونی تلقی می‌شد چرا که می‌سی‌سی‌پی ازدواج‌های بین نژادی را قبل و بعد از جنگ ممنوع کرده بود، به جز دوره کوتاهی در طی بازسازی.
فیلم‌های ساخته شده دربارهٔ نایت عبارتند از: Tap Roots اثر جرج مارشال و دولت آزاد جونز (فیلم) اثر گری راس، با بازی ماتیو مک کانهی در نقش نایت.

## زندگی‌نامه
نیوتن نایت در نوامبر ۱۸۲۹ از آلبرت نایت و همسرش در نزدیکی رودخانه برگ در می‌سی‌سی‌پی زاده شد. تاریخ تولد او توسط پسرش "تام نایت" در زندگی‌نامه اش "۱۸۳۰" عنوان شده و نوه برادرش، ایتل نایت، ادعا کرده‌است که نایت در سال ۱۸۲۹ متولد شده. بر روی سنگ قبر او نام کامل او با عنوان " سروان نیوتن نایت " و تاریخ تولد او با عنوان "زاده: ۱۰ نوامبر ۱۸۲۹، در گذشته: ۱۶ فوریه ۱۹۲۲" حک شده‌است؛ اما آمار سرشماری ۱۹۰۰ نشان داد که نایت در سال ۱۸۳۷، طبق ادعایی که خودش داشته‌است، زاده شده‌است. این تاریخ با سوابق سرشماری سال‌های دیگر سازگار است، اما ممکن است او سال تولد خود را به اشتباه به مأموران سرشماری داده باشد تا منشأ خانواده‌اش را پنهان کند. نایت احتمالاً خواندن و نوشتن را از مادرش آموخته بود، زیرا هیچ مدرسه‌ای برای فرزندان افراد غیردولتی در محل تولدش وجود نداشت.
نیوتن، نوه پسری جان " جکی " نایت (۱۷۷۳–۱۸۶۱)، یکی از بزرگ‌ترین برده‌داران شهرستان جونز قبل از جنگ بود. با این حال، پدر نیوتن، آلبرت نایت (۱۷۹۹–۱۸۶۲)، بعد از مرگ پدرش نه برده بود و نه چیزی به ارث برده بود.
او در سال ۱۸۵۸ با سرنا ترنر ازدواج کرد و دو مزرعه کوچک را در جنوب غربی شهرستان جاسپر، میسیسیپی، تأسیس کرد. در دوران جنگ و بعد از فرار از ارتش ایالات مؤتلفه، به دلیل تحت تعقیب بودن، از همسر و فرزندش جدا شد و گروه اتحادیه جنوب را تشکیل داد.
بعد از جنگ، نایت با یک زن سیاهپوست به اسم راشل ازدواج کرد و از او هم بچه دار شد. در همان دوران همسر اول او همراه فرزندشان، برای زندگی به منزل نایت آمدند و در کنار خانه او و راشل زندگی جدیدی را شروع کردند.
نیوتون نایت هرگز برده‌داری نکرد. پسرش گفته که او از نظر اخلاقی و به خاطر باورهای مذهبی مسیحیت، با این کار مخالف بوده‌است.

## یادکردها
1. ↑  Victoria Bynum، The Free State of Jones: Mississippi's Longest Civil War, 2003.
2. ↑  James R. Kelly, Jr. , (آوریل ۲۰۰۹). «Mississippi History Now». Wayback Machine. بایگانی‌شده از اصلی در ۹ ژوئن ۲۰۱۰. دریافت‌شده در ۲ ژوئن ۲۰۱۳.